# Manuele Crisolora
Manuele Crisolora, noto anche come Emanuele Crisolora (in greco antico: Μανουὴλ Χρυσολωρᾶς?; Costantinopoli, 8 luglio 1360 – Costanza, 15 aprile 1415), è stato un umanista bizantino.
La fama di Crisolora fu dovuta all'intensa attività di umanista svolta nell'Europa occidentale nei primi anni del Quattrocento; compì infatti svariati viaggi in Italia nel tentativo di riavvicinare l'Impero bizantino, ormai assediato su più fronti dall'esercito turco, agli stati europei e in particolare allo Stato Pontificio. Durante questi viaggi a sfondo diplomatico, l'intellettuale esportò la cultura greca antica e diede nuovo impulso alla conoscenza del greco, creando attorno a sé una cerchia di studiosi.

## Biografia
Manuele Crisolora nacque a Costantinopoli nel 1360. La sua era una famiglia di antica nobiltà e prosperità. Durante la vita, strinse un'importante amicizia con l'imperatore Manuele II Paleologo, all'incirca suo coetaneo e grande amante della cultura.
Il rapporto di fiducia che si instaurò con il basileus gli fruttò una serie di incarichi diplomatici negli stati dell'Europa occidentale, e in particolare in Italia. Compì numerosi viaggi nella penisola, il primo dei quali può essere datato intorno al 1394-1395, durante il quale visitò Venezia nel tentativo di stringere un'alleanza contro le armate turche.
Da Venezia giunse poi a Firenze, dove, nel 1397, gli venne offerta una cattedra di greco presso lo Studium, e dove tenne regolarmente lezione fino al 1400, anno in cui si spostò a Pavia per ricongiungersi all'imperatore Manuele II Paleologo.
Nel 1403 Crisolora tornò a Costantinopoli accompagnato dall'umanista italiano Guarino Veronese.
Nel 1407 ripartì dalla capitale bizantina per un lungo viaggio in Europa, che lo portò a visitare Venezia, Genova, Parigi, Londra e la Spagna, nel disperato quanto tardivo tentativo di riallacciare i rapporti dell'impero con le corti europee; le sue missioni, tuttavia, non portarono ad alcun risultato concreto, e nel 1410 ritornò a Costantinopoli.
Nello stesso anno decise di tornare a Bologna, e nel 1411 si trasferì a Roma con la corte papale, dove compose la sua opera più nota, Roma parte del cielo - Confronto fra l'Antica e la Nuova Roma, un testo estremamente significativo se letto alla luce della sua attività diplomatica.
Nel 1413 si recò a Lugano per un'ambasceria presso l'imperatore Sigismondo per stabilire la data del Concilio di Costanza. Durante lo svolgimento della riunione, perorò con molta passione la causa della riunificazione dell'Impero bizantino con gli stati europei in funzione anti-turca.
Morì il 15 aprile 1415 e venne seppellito a Costanza.

## Opere
- Erotemata - una grammatica greca che propone nel metodo di studio una semplificazione della didattica, in particolare per quanto concerne la morfologia nominale.
- Una traduzione latina della Repubblica di Platone.
- Roma parte del cielo - Confronto fra l'Antica e la Nuova Roma.
- Una serie di lettere e alcuni trattati di non provata autenticità.